# Rozvrat
Rozvrat (v originále La Débandade) je francouzský hraný film z roku 1999, který režíroval Claude Berri. Snímek měl světovou premiéru 6. října 1999.

## Děj
Padesátiletý Claude je s Marií již patnáct let ženatý a tvoří stále stejně zamilovaný pár. Avšak Claude má problémy s erekcí. Zatímco Marie se s jeho nedostatkem vyrovnává s úsměvem, Claude začíná být nervózní a rozhodne se poradit se s odborníkem. Následují různé lékařské prohlídky, kterým se Marie laskavě směje. Aby se Claude ujistil, rozhodne se svést další ženy. Během své služební cesty do Ženevy získá viagru, ale jeho pokus o flirt selže. Po návratu do Paříže se ho Marie snaží přimět, aby zapomněl na svůj věk a své slabosti.

## Obsazení
| Claude Berri        | Claude Langmann                    |
| Fanny Ardant        | Marie Langmann                     |
| Claude Brasseur     | Paul-Edouard, Claudův starý přítel |
| Alain Chabat        | specialista                        |
| Danièle Lebrun      | Myriam, bývalá žena Paula Edouarda |
| Véronique Vella     | prostitutka Julie                  |
| Brigitte Bémol      | Agnès, stážistka                   |
| François Berléand   | doktor Nataf                       |
| Olga Grumberg       | Nathalie, dcera Clauda Langmanna   |
| Myriam Mézières     | prostitutka                        |
| Pierre Semmler      | Frédérick, partner Nathalie        |
| Nadia Barentin      | Monique                            |
| Christian Boutonnet | Christian                          |
| Rafael Ortiz        | Raphaël                            |
| Jérôme Hardelay     | Marius                             |